# Ivan Vajdl
Ivan Vajdl, slovenski rokometaš, rokometni vratar in rokometni trener, * 28. maj 1957, Šoštanj.

## Življenjepis trenerja Ivana Vajdla
Ivan Vajdl je bil na začetku kariere v rokometu odličen vratar kluba v Šoštanju, kasneje preimenovanem v ŠRK Velenje. Sedaj se ta klub imenuje RK Gorenje Velenje. Med drugim je nazadnje branil tudi za takratni klub KAC v Celovcu; Avstrija. 
Ivan Vajdl je trenersko kariero pričel kot pomočnik trenerja v rokometnem klubu v Velenju, imenovanem Gorenje Velenje. Potem je bil trener več klubov v 1. državni rokometni ligi Republike Slovenije in kluba v Avstriji - Borovlje. 
Tako je najprej postal trener kluba Gorenje Velenje. V Velenju je bil trener dvakrat. Prvič je bil trener kluba Gorenje Velenje med letoma 2002 in 2005. Takrat je klub v sezoni 2002/03 osvojil prvi slovenski pokalni naslov. V sezoni 2004/05 pa se je ta klub premierno prebil v ligo prvakov in sicer v European handball federation-EHF. 
Potem je bil Ivan Vajdl trener v Slovenj Gradcu. Tam je najprej vodil klub Prevent. Ta klub kasneje ni več deloval in ustanovljen je bil nov klub. Vodil je rokometni klub Slovenj Gradec. 
Zatem je Ivan Vajdl odšel iz Slovenj Gradca v Trebnje. To je bilo prvič, da je odšel za trenerja v Trebnje. Vodil je rokometni klub Trimo Trebnje. Nato je ponovno, drugič odšel za trenerja v Velenje.
V svojem drugem mandatu je 1.7.2013 prevzel vodenje RK Gorenje Velenje v težkih razmerah. Zmanjšati je bilo potrebno zadolženost kluba. Takrat je bil tudi rekordni prestop igralcev v klubski zgodovini. Odšli so skoraj vsi nosilci igre in prišli mladi in neuveljavljeni igralci. Prišlo je deset novih igralcev, osem pa jih je odšlo. 4.decembra 2013 je s tako ekipo premagal RK Celje v Celju in potrebno je bilo sedem let in pol, da je RK Gorenje naslednjič premagalo RK Celje pivovarno Laško, pod vodenjem trenerja Jovičiča - 14.aprila 2021. Po vodenju kluba v Velenju je odšel za trenerja v avstrijske Borovlje.
Že v prvi sezoni 2015/16 je boroveljski klub SC kelag Ferlach povedel iz 2. (BLM) v 1. avstrijsko ligo (HLA). Premožnejši in konkurenčen klub za vstop v 1. ligo je bil takrat iz Gradca v katerem je še igral Aleš Pajovič, kasneje tudi trener v Gradcu in potem selektor avstrijske reprezentance, kasneje tudi trener SG Flensburg-Handewitt. Klub SC kelag Ferlach je bil tako v prvi avstrijski ligi vsa leta Vajdlovega treniranja. Tudi po odhodu (2019) iz Borovelj v Trebnje, je Ivan Vajdl poskrbel, da je SC kelag Ferlach nadaljeval naslednjo sezono v 1. avstrijski ligi.
V svojem drugem mandatu je Vajdl prevzel vodenje RK Trimo Trebnje. Iz kluba je pred tem odšlo nekaj perspektivnega in uigranega kadra. V toku sezone pa so se nekateri v ekipi razvili v odlične igralce. Zaradi epidemije korona virusa je bila sezona predčasno zaključena. Pomembna je bila zmaga Trima nad Gorenjem. Tako je klub pred Gorenjem nazadnje dosegel 3. mesto na lestvici. S tem je bila presežena načrtovana uvrstitev za igranje na mednarodnem nivoju, igranje v Pokalu EHF. Posledično je moralo Trebnje v gradnjo športne dvorane po kriterijih EHF.
Nato je Ivan Vajdl v RK Slovenj Gradec 2011 postal pomočnik trenerja, medtem ko je bil trener Sebastjan Sovič. V sezoni 2021-22 sta oba trenerja, Sovič in Vajdl ostala v klubu. Vajdl je postal trener, Sovič se je poleg individualnega dela s talentiranimi posamezniki posvetil tudi delu z najmlajšimi rokometaši.
V letu 2024 prične Ivan Vajdl trenirati klub v Škofji Loki.

## Trenerska kariera
Časovno je trenerska kariera Ivana Vajdla prikazana je v naslednji preglednici.
| Obdobje           | Rokometni klub - društvo    | Država    |
| ----------------- | --------------------------- | --------- |
| od 2003 do 2005   | Gorenje                     | Slovenija |
| od 2005 do 2008   | Prevent                     | Slovenija |
| od 2009 do 2010   | Slovenj Gradec              | Slovenija |
| od 2010 do 2013   | Trimo Trebnje               | Slovenija |
| od 2013 do 2015   | Gorenje Velenje             | Slovenija |
| od 2015 do 2019   | SC kelag Ferlach / Borovlje | Avstrija  |
| od 2019 do 2020   | Trimo Trebnje               | Slovenija |
| od 2020 do 2022 * | Slovenj Gradec 2011 (**)    | Slovenija |
| od 2022 do 2023   | Slovenj Gradec              | Slovenija |
| od 2024 do 2025   | Urbanscape Loka (3*)        | Slovenija |
| od 2025 do        | Škofja Loka                 | Slovenija |

 *) - pomočnik trenerja, **) - klub v sezoni 2022/2023 nastopa z imenom Slovenj Gradec, 3*) - klub v sezoni 2025/2026 nastopa z imenom Škofja Loka

### Zmagovalec rokometnega pokala Slovenije
Leta 2003 so pod vodstvom trenerja Ivana Vajdla rokometaši velenjskega Gorenja prvič postali pokalni prvaki. Nato so velenjski rokometaši drugič postali pokalni prvaki samo še leta 2019.

### Uvrstitve klubov v državni rokometni ligi
Uvrstitve rokometnih klubov, ki jih je vodil Ivan Vajdl so prikazane v naslednji preglednici.
| Sezona    | Uvrstitev | RK                  | Liga | Država    |
| --------- | --------- | ------------------- | ---- | --------- |
| 2003/2004 | 2.        | Gorenje             | 1.   | Slovenija |
| 2004/2005 | 2.        | Gorenje             | 1.   | Slovenija |
| 2005/2006 | 5.        | Prevent             | 1.   | Slovenija |
| 2006/2007 | 6.        | Prevent             | 1.   | Slovenija |
| 2007/2008 | 7.        | Prevent             | 1.   | Slovenija |
| 2009/2010 | 11.       | Slovenj Gradec      | 1.   | Slovenija |
| 2010/2011 | 4.        | Trimo Trebnje       | 1.   | Slovenija |
| 2011/2012 | 4.        | Trimo Trebnje       | 1.   | Slovenija |
| 2012/2013 | 5.        | Trimo Trebnje       | 1.   | Slovenija |
| 2013/2014 | 2.        | Gorenje Velenje     | 1.   | Slovenija |
| 2015/2016 | 1.        | SC kelag Ferlach    | 2.   | Avstrija  |
| 2016/2017 | 8.        | SC kelag Ferlach    | 1.   | Avstrija  |
| 2017/2018 | 7.        | SC kelag Ferlach    | 1.   | Avstrija  |
| 2018/2019 | 8.        | SC kelag Ferlach    | 1.   | Avstrija  |
| 2019/2020 | 3.        | Trimo Trebnje       | 1.   | Slovenija |
| 2021/2022 | 5.        | Slovenj Gradec 2011 | 1.   | Slovenija |
| 2022/2023 | 6.        | Slovenj Gradec      | 1.   | Slovenija |
| 2024/2025 | 7.        | Urbanscape Loka     | 1.   | Slovenija |

### Uvrstitve v evropski rokometni zvezi (European handball federation-EHF)
2013/2014 Champions League - L16 – (Gorenje 30 vs 28 PSG Handball; PSG Handball 34 vs 25 Gorenje)
2014/2015  EHF Cup - QF-Quarter final - (Gorenje vs Team Tvis Holstebro)

## Znani rokometaši trenirani v klubih z Ivanom Vajdlom
Nekateri znani igralci in vratarji v različnih obdobjih trenerskega dela Ivana Vajdla:
- Matjaž Mlakar -  Slovenija, Momir Ilić -  Srbija, Aljoša Štefančič -  Slovenija, Vid Kavtičnik -  Slovenija, Dušan Podpečan -  Slovenija, Vedran Zrnić -  Hrvaška, Branko Tamše -  Slovenija, Sebastjan Sovič -  Slovenija, Gorazd Škof -  Slovenija, Staš Skube -  Slovenija, Branko Bedekovič -  Slovenija, Janez Gams -  Slovenija, Mario Šoštarič -  Slovenija, Primož Prošt -  Slovenija, Dzianis Rutenka -  Belorusija, Michał Szyba -  Poljska, Kristian Bečiri -  Hrvaška, Klemen Cehte -  Slovenija, Emir Taletović -  Slovenija, Alberto Aguirrezabalaga Garcia -  Španija, Senjamin Burić -  Bosna in Hercegovina, Benjamin Burić -  Bosna in Hercegovina, Aleš Vidic -  Slovenija, Danijel Plešej -  Slovenija, David Špiler -  Slovenija, Domen Ošlovnik -  Slovenija, Miha Zarabec -  Slovenija, Klemen Ferlin -  Slovenija, Risto Arnaudovski -  Severna Makedonija, Dean Pomorisac -  Avstrija, Mathias Rath -  Avstrija, Marko Oštir -  Slovenija, Luka Dobelšek -  Slovenija, Nemanja Malovic -  Črna gora, Matthias Meleschnig -  Avstrija, Leander Krobath -  Avstrija, Marek Páleš -  Slovaška, Aleksandr Semikov -  Ukrajina, Adonis Gonzalez Martinez -  Avstrija, Milan Ćućuz -  Srbija, Anže Ratajec -  Slovenija, Rok Golčar -  Slovenija, Blaž Kleč -  Slovenija, Florian Ploner -  Avstrija, Florian Strießnig -  Avstrija, Izudin Mujanović -  Slovenija,  Avstrija, Anis Gatfi -  Tunizija, Urh Brana -  Slovenija, Marko Kotar -  Slovenija, Dino Hamidović -  Bosna in Hercegovina, Anže Dobovičnik -  Slovenija, Aleksandar Tomić -  Srbija, David Didovič -  Slovenija, Uroš Udovič -  Slovenija, Leon Rašo -  Slovenija, Borut Ošlak -  Slovenija, Žan Šol -  Slovenija, Aljoša Yankovskyy -  Slovenija, Filip Banfro -  Slovenija, Vid Levc -  Slovenija, Matic Petrič -  Slovenija, Gašper Dobaj -  Slovenija, Uroš Štumpfl -  Slovenija, David Svečko -  Slovenija, Rok Cvetko -  Slovenija, Jaroš Bulovič -  Slovenija, Teo Jezernik -  Slovenija, Miha Kotar -  Slovenija, Valentino Soldo -  Slovenija, Matevž Jesenko -  Slovenija, Tilen Grudnik -  Slovenija

### Fotografije - izbor
- Coach of Prevent Ivan Vajdl at 21st round of MIK 1st league handball match between RD Slovan and RK Prevent, in Arena Kodeljevo, Ljubljana, Slovenia, on March 14, 2009. (Photo by Vid Ponikvar / Sportida)

### Izbor - tudi video
- Pogovor - Ivan Vajdl; 15.10.2008
- RK Celje Pivovarna Laško 31 : 33 RK Trimo Trebnje (13:15); 12. krog, 1.12.2010
- Napotki Ivana Vajdla ekipi Trimo - 1.del, 14:30 minuta; RK Cimos Koper : RK Trimo Trebnje; 28.9.2011 - 5.krog, 1. NLB Leasing liga, sezona 2011/12
- Napotki Ivana Vajdla ekipi Trimo - 2.del, 00:00 minuta; RK Cimos Koper : RK Trimo Trebnje; 28.9.2011 - 5.krog, 1. NLB Leasing liga, sezona 2011/12
- Igra ekipe Trimo pod vodstvom Ivana Vajdla; RK Trimo Trebnje : RK Cimos Koper; 20.2.2013 - 21.krog, 1. NLB Leasing liga, sezona 2012/13
- Trener Kopra Radojkovič pravi, da jim je ekipa Trebnja v preteklih letih povzročila veliko težav (2:50 min), strateg Vajdl pa razmišlja o konceptu igre (11:58 min) ; RK Trimo Trebnje : RK Cimos Koper; 28.9.2011 - 5.krog, 1. NLB Leasing liga, sezona 2011/12
- Trener Gorenja Obrvan pravi, da je ekipa Preventa v zelo dobri formi (3:55 min) ; RK Prevent : RK Gorenje; 18.10.2008 - 5.krog, sezona 2008/09
- Trener Trima v razmišljanju (4:18 min) ; RK Trimo Trebnje : RD Istrabenz plini Izola; 9.3.2012 - 22.krog, sezona 2011/12
- Vajdl vs. Dr.Šibila ; RK Trimo Trebnje : RK Branik Mribor; 5.12.2012 - 14.krog, sezona 2012/13
- Velenjčani in Celjani pred štartom Lige prvakov; Vajdl verjame v igralce; RTV SLO, 20.9.2013 Arhivirano 2013-09-21 na Wayback Machine.
- RK Gorenje Velenje vodilno v državni rokometni ligi in 3. v skupini D Lige prvakov - uvrščeno med 16 evropskih ekip; Vajdl čestita in se zahvali ekipi; 24ur.com, 23.2.2014
- Zajtrk z rokometnim strokovnjakom, HLA-1.AUT liga; ORF.at Slovenci, 16.06.2016
- Vajdl in SC Ferlach v pripravah na Bregenz, HLA-1.AUT liga; ORF2, 06.10.2016
- SC Ferlach pod trenerjem Vajdlom premaga Bregenz z 33:29, HLA-1.AUT liga; ORF2, 10.10.2016[mrtva povezava]
- Trainingsauftakt beim SC kelag Ferlach; HLA-1.AUT liga; sport-fan.at, 17.01.2017[mrtva povezava]
- Izsek iz trening tekme; HLA-1.AUT liga; YouTube, 5.8.2017
- Start in die neue Handball-Saison, HLA-1.AUT liga; meinbezirk.at, 29.08.2018
- Ivan Vajdl se vrača v Trebnje; siol.net, 10.04.2019
- Igralci RD Urbanscape Loka sezono končali na 7. mestu; Rezultat.si, 24.05.2025